# 芦原国直
芦原 国直（あしはら くになお、生没年不詳）とは、明治時代の浮世絵師。

## 来歴
歌川国貞の門人。姓は芦原、石斎と号す。二代目国直を称す。作画期は明治16年（1883年）から明治20年（1887年）の頃にかけてで、主に東京の名所絵などを描いている。

## 作品
- 「観兵式御幸之図」　大判錦絵3枚続　※明治16年
- 「東京名所日本橋の余潤」　大判錦絵3枚続　※明治18年
- 「波烟南河の夢」　大判錦絵3枚続　※明治18年
- 「婦人束髪の雛形」　大判錦絵　※明治18年
- 「皇国高官鑑」 大判錦絵3枚続　※明治20年、深瀬亀治郎版
- 「上野山下前橋往復蒸気鉄道」